# Micha Bayard
Pour les articles homonymes, voir Bayard.
Micheline Bayarsky, dite Micha Bayard, est une actrice française née le 20 novembre 1930 dans le 14e arrondissement de Paris et morte le 1er juillet 2021 à Saint-Aignan.

## Biographie
À dix-huit ans, Micheline Bayarsky prend des cours de théâtre, notamment avec Yves Furet, fondateur du Studio d'entraînement de l'artiste (SEAD), qui s’inspire des écrits de Stanislavski et des pratiques de l’Actors Studio. Après une pause dans sa jeune carrière due à des problèmes de santé et à la naissance de sa fille, elle se produit dans des cabarets de la rive gauche, comme L'Écluse, et au Théâtre des Capucines où elle forme un duo délibérément désassorti avec Nany Rameau : celle-ci ne mesurait qu’un mètre quarante alors que Micha Bayard dépassait le mètre quatre-vingts et se faisait remarquer par sa « forte tête », « une “intellectuelle”, une “tricoteuse”, acide, frondeuse, mauvaise herbe montée en graine », selon les mots de Claude Sarraute. De son côté, Serge Regourd la décrit ainsi : « Les Compagnons de la marguerite révèlent une présence extraordinaire – étymologiquement parlant –, celle de Micha Bayard, visage sec, traits saillants, autoritaires, évoquant Marguerite Moreno, ici haut perchés sur un corps longiligne, regard foudroyant doté de l’acuité d’un fanal ».
Elle apparaîtra souvent à la télévision, dès la série Les Raisins verts de Jean-Christophe Averty en 1963, et dans les émissions de variétés de Maritie et Gilbert Carpentier, dont Les Z’heureux Rois z’Henri (1974) avec Roger Pierre et Jean-Marc Thibault.
Elle fait ses débuts au cinéma en 1958, dans un petit rôle de « polyglotte », avec la comédie de Jean Bastia Certains l'aiment froide, au côté de Louis de Funès. Elle reste ensuite cantonnée à des seconds rôles, mais figure au générique de nombreuses productions du réalisateur Jean-Pierre Mocky, comme Les Compagnons de la marguerite, où elle joue le rôle de l'épouse de Michel Serrault, ou La Grande Lessive (!) avec Bourvil.
Au théâtre, elle personnifie la Mort dans Les Côtelettes de Bernard Blier (1997). Après le téléfilm de Laurent Jaoui La Maison Dombais et fils (2006), elle se retire, à 76 ans, dans la maison de Montrichard où elle s’était installée avec son époux, le peintre suisse Charles Meystre, rencontré en 1953. Elle meurt à Saint-Aignan, à l'âge de 90 ans.

## Filmographie
Sauf indication contraire, les informations mentionnées dans cette section peuvent être confirmées par les bases de données cinématographiques  présentes dans la section « Liens externes ».

### Cinéma

#### Longs métrages
- 1959 : Certains l'aiment froide de Jean Bastia
- 1960 : Le Cercle vicieux de Max Pécas : Greta - la cuisinière allemande (au générique : Mischa Meystre)
- 1961 : Les Livreurs de Jean Girault
- 1962 : Un clair de lune à Maubeuge de Jean Chérasse
- 1962 : Les Bricoleurs de Jean Girault : la secrétaire du comte
- 1963 : Le Feu follet de Louis Malle
- 1964 : Les Pieds nickelés de Jean-Claude Chambon
- 1967 : Les Compagnons de la marguerite, de Jean-Pierre Mocky : Paulette Papin
- 1968 : Le Grand Amour de Pierre Étaix : la secrétaire
- 1968 : La Grande Lessive (!) de Jean-Pierre Mocky : la concierge (créditée sous le nom de Mischa Bayard)
- 1968 : Le Cerveau de Gérard Oury : la dame du 5e
- 1969 : La Honte de la famille de Richard Balducci : Mémé
- 1969 : La Fiancée du pirate de Nelly Kaplan : La Goulette (Mélanie Lechat)
- 1970 : L'Amour de Richard Balducci
- 1970 : Le Cinéma de papa de Claude Berri : une actrice
- 1970 : Le Bateau sur l'herbe de Gérard Brach : Germaine
- 1971 : Les Stances à Sophie, de Moshé Mizrahi : Juana, la bonne espagnole
- 1971 : La Grande Maffia de Philippe Clair : Mlle Pussiau
- 1971 : Opération Macédoine de Jacques Scandelari
- 1972 : Le Trèfle à cinq feuilles d'Edmond Freess : Germaine Constant
- 1973 : Les Anges de Jean Desvilles
- 1973 : Le Magnifique de Philippe de Broca
- 1973 : Ursule et Grelu de Serge Korber
- 1973 : Le Boucher, la Star et l'Orpheline de Jérôme Savary
- 1973 : On s'est trompé d'histoire d'amour de Jean-Louis Bertuccelli : le professeur
- 1974 : En grandes pompes d'André Teisseire : la tante de Gustave
- 1974 : Trop c'est trop de Didier Kaminka
- 1974 : Ce cher Victor de Robin Davis
- 1975 : Monsieur Balboss de Jean Marbœuf
- 1974 : Une baleine qui avait mal aux dents de Jacques Bral
- 1976 : Le Casanova de Fellini de Federico Fellini
- 1976 : Le Trouble-fesses de Raoul Foulon : la patronne de l'hôtel du septième ciel
- 1978 : Chaussette surprise de Jean-François Davy : l'infirmière
- 1979 : Arrête de ramer, t'attaques la falaise ! de Michel Caputo : Elvire
- 1979 : Nous nous sommes rencontrés dans un autre rêve d'Alain Schwarzstein
- 1979 : Rien ne va plus de Jean-Michel Ribes : la patronne
- 1980 : Litan : La Cité des spectres verts de Jean-Pierre Mocky : madame Mirral
- 1980 : Le Cimetière des voitures de Fernando Arrabal : Lasca
- 1981 : San-Antonio ne pense qu'à ça de Joël Séria : la femme de Pinuche
- 1986 : Le Beauf de Yves Amoureux : l'épicière
- 1987 : Vent de panique de Bernard Stora : la pharmacienne
- 1987 : La Comédie du travail de Luc Moullet : la concierge
- 1988 : Thank You Satan d'André Farwagi : la secrétaire du docteur Monnier
- 1989 : Les Sièges de l'Alcazar de Luc Moullet : l'ouvreuse du cinéma
- 1990 : Les Secrets professionnels du docteur Apfelglück d'Alessandro Capone, Stéphane Clavier, Hervé Palud, Mathias Ledoux et Thierry Lhermitte : Maman Tonnerre
- 1991 : Mocky Story de Jean-Pierre Mocky : la boulangère

#### Courts métrages
- 1969 : La Fête des mères de Gérard Pirès : Germaine
- 1985 : Sans odeur de Ken Legargeant
- 1993 : Jour de fauche de Vincent Monnet (court métrage)
- 1995 : Quand je serai grand, mon père il sera policier de Vincent Monnet

### Télévision
- 1963-64 : Les Raisins verts de Jean-Christophe Averty
- 1965 : Ubu roi de Jean-Christophe Averty
- 1966 : Anna de Pierre Koralnik
- 1967 : Les Vénusiennes de Guy Pellaert
- 1968 : Buc et Boc de Pierre Prévert
- 1969 : Fragson Show de Jean-Christophe Averty
- 1969 : Tous en scène de Maurice Dugowson
- 1970 : La Brigade des maléfices de Claude Guillemot : Mme Dourgnon
- 1970 : Les Cinq Dernières Minutes, épisode Une balle de trop de Raymond Portalier : Voisine Yvette
- 1971 : La Maison des bois de Maurice Pialat : Mme Latour
- 1972 : Les Misérables de Marcel Bluwal : La Thénardier
- 1973 : Les Nouvelles Aventures de Vidocq, épisode "Vidocq et compagnie" de Marcel Bluwal : La femme de Jules
- 1975 : Ces grappes de ma vigne d'Alain Quercy : Mme Le Cronas
- 1975 : Les Grands Détectives de Jean Herman, épisode : Monsieur Lecoq : La Chopin
- 1977 : D'Artagnan amoureux de Yannick Andréi : la femme de Porthos
- 1978 : Lulu de Marcel Bluwal
- 1979 : Pierrot mon ami de François Leterrier : La patronne de l'hôtel
- 1980 : À nous de jouer d'André-Guy Flédérick
- 1981 : Eole Epifanio d'Antoine Gallien : Micheline
- 1981 : Le Mythomane de Michel Wyn : Germaine
- 1983 : La Poupée de sucre avec Chantal Goya : La sorcière
- 1984 : Le Château de Jean Kerchbron
- 1988 : Moravagine de Philippe Pilard
- 1988-1991 : Vivement lundi ! de Didier Albert et Claire Blangille : Eliane Shiftmaker
- 1988 : L'Énigme des sables de Philippe Vallois : Mme Weill
- 1988 : Un cœur de marbre de Stéphane Kurc
- 1989 : Maléfices de Carlos Rolla
- 1990 : Das Geheimnis des gelben Geparden de Carlos Rolla : Mme Deferre
- 2006 : La Maison Dombais et fils de Laurent Jaoui

### Sketches
- 1995 : Les Petites Annonces d'Élie (volume 2) d'Élie Semoun

## Théâtre
Sauf indication contraire ou complémentaire, les informations mentionnées dans cette section peuvent être confirmées par la base de données Les Archives du spectacle.
- 1997 : Les Côtelettes de Bertrand Blier, mise en scène Bernard Murat, Théâtre de la Porte-Saint-Martin

## Musique
- En 1974, elle participe à l'album Je chante pour Swanee, avec Sylvie Vartan et Chantal Goya sur le titre Les Petites Filles Modèles  .
- Micha a souvent participé aux émissions des Carpentier.